# فرورزونانس
فرورزونانس یک پدیده رزونانس غیر خطی است که بین خازن شبکه و اندوکتانس غیرخطی ترانس در هنگام اشباع رخ می‌دهد. این پدیده می‌تواند منجر به مشکلات عایقی شود.
در فرورزونانس اضافه ولتاژهایی حتی تا ۴ پریونیت به وجود می‌آید که باعث آسیب عایقی می‌شود.